# Give It Up
Give It Up (с англ. — «Отдайся») — тридцатый сингл американской блюз-рок-группы ZZ Top, четвёртый сингл альбома Recycler, добрался до второго места в  Album Rock Chart 1990 года

## О песне
Сингл записывался в 1990 году в ходе работы над альбомом Recycler. На этом альбоме группа представила половинчатое решение между желанием вернуть в творчестве полноценный блюз начала карьеры, но при этом сохранить коммерческий потенциал последних двух альбомов. В результате не получилось ни того, ни другого, но компромисс в той или иной мере удовлетворил как критиков, так и слушателей, причём среди последних как почитателей блюза, так и многочисленных новоиспечённых адептов середины 1980-х. Give It Up в большей степени тяготеет по стилю к двум предыдущим альбомам: «c пульсирующими синтезаторами в духе MTV»   «ещё одна выдающаяся вещь…с ещё одним крутым классическим риффом, на этот раз в среднем темпе, на которой правда больше электронных инструментов, но они звучат неплохо…Больше особо нечего сказать про них [наряду с Doubleback], за исключением того, что они замечательно вписались бы в Eliminator».
Многие обозреватели  отмечают смешной, пошловатый и одновременно сюрреалистический текст песни: «Ну, есть ещё немного, что ты должна знать обо мне/Я одной рукой упражнялся с триггером/Я воровал прозрачное неглиже/И купил летающую тарелку рядом с поместьем Пресли» 

## Сторона B
Сингл был выпущен в различных вариантах. 7”-сингл на стороне B содержал песню Sharp Dressed Man. Выпущенный в Британии 12” макси-сингл наряду с титульной песней содержал концертную версию Cheap Sunglasses и альбомную Sharp Dressed Man; такой же вариант был использован и для CD-версии. В одном из вариантов 12” макси-сингла были 4 различных ремикса песни и песня Concrete and Steel (и в таком же виде сингл вышел на кассетах), а ещё в одном — 5 ремиксов Give It Up.

## Участники записи
- Билли Гиббонс — вокал, гитара
- Дасти Хилл — вокал, бас-гитара
- Фрэнк Бирд — ударные, перкуссия
- Мак Квайл — клавишные на некоторых ремиксах

Технический состав
- Билл Хэм — продюсер

## Комментарии
1. ↑  Речь идёт скорее всего о сленговом значении слова „trigger“: клитор
2. ↑  Возможно что это отсылка к одному из первых мэшапов в истории музыки под названием The Flying Saucer, увидевшего свет в 1956 году. В нём, в свою очередь, использован отрывок из песни Элвиса Пресли Heartbreak Hotel «Just take a walk Down lonely street». Так что Хилл в данном случае, может петь и о пластинке с записью мэшапа